# Armenica
Armenica is een geslacht van slakken uit de familie van de Clausiliidae.

## Soorten
De volgende soorten zijn bij het geslacht ingedeeld:
- Armenica brunnea (Rossmässler, 1839)
- Armenica disjuncta (Mortillet, 1854)
- Armenica euprepes Biggs, 1936
- Armenica gracillima (Retowski, 1889)
- Armenica griseofusca (Mousson, 1876)
- Armenica huet (Mortillet, 1854)
- Armenica laevicollis (De Charpentier, 1852)
- Armenica likharevi H. Nordsieck, 1975
- Armenica morgani Szekeres, 1970
- Armenica multispirata Neubert, 1992
- Armenica narineae Gevornyan & Egorov, 2020
- Armenica truncata Neubert, 1992
- Armenica unicristata (O. Boettger, 1877)
- Armenica viridissima Neubert & Menkhorst, 1994
- Armenica zakatalica H. Nordsieck, 1977

### Synoniemen
- Armenica (Armenica) O. Boettger, 1877 => Armenica O. Boettger, 1877
- Armenica (Armenica) brunnea (Rossmässler, 1839) => Armenica brunnea (Rossmässler, 1839)
- Armenica (Armenica) disjuncta (Mortillet, 1854) => Armenica disjuncta (Mortillet, 1854)
- Armenica (Armenica) gracillima (Retowski, 1889) => Armenica gracillima (Retowski, 1889)
- Armenica (Armenica) huet (Mortillet, 1854) => Armenica huet (Mortillet, 1854)
- Armenica (Armenica) laevicollis (De Charpentier, 1852) => Armenica laevicollis (De Charpentier, 1852)
- Armenica (Armenica) multispirata Neubert, 1992 => Armenica multispirata Neubert, 1992
- Armenica (Armenica) narineae Gevornyan & Egorov, 2020 => Armenica narineae Gevornyan & Egorov, 2020
- Armenica (Armenica) unicristata (O. Boettger, 1877) => Armenica unicristata (O. Boettger, 1877)
- Armenica (Armenica) viridissima Neubert & Menkhorst, 1994 => Armenica viridissima Neubert & Menkhorst, 1994
- Armenica (Armenica) likharevi H. Nordsieck, 1975 => Armenica likharevi H. Nordsieck, 1975
- Armenica (Armenica) valentini Loosjes, 1964 => Akramowskia valentini (Loosjes, 1964)
- Armenica (Astrogena) Szekeres, 1970 => Armenica O. Boettger, 1877
- Armenica (Astrogena) euprepes Biggs, 1936 => Armenica euprepes Biggs, 1936
- Armenica (Astrogena) griseofusca (Mousson, 1876) => Armenica griseofusca (Mousson, 1876)
- Armenica (Astrogena) truncata Neubert, 1992 => Armenica truncata Neubert, 1992
- Armenica (Akramowskia) H. Nordsieck, 1975 => Akramowskia H. Nordsieck, 1975
- Armenica (Creniclavis) Lindholm, 1924 => Armenica (Armenica) O. Boettger, 1877 => Armenica O. Boettger, 1877